# Arthur Seay
Arthur Seay is een Amerikaanse muzikant. Seay is het meest bekend als bassist van de band Unida. Hij is een muzikant uit de Palm Desert Scene.

## Biografie
Seay begon in kleine bandjes te spelen tijdens zijn schooltijd. Hij was ook een bekende tijdens de "generator party's", waarmee Kyuss mee bekend is geworden. 
In 1999 startte Seay met ex-Kyuss-zanger John Garcia de band Unida. Met deze band nam hij één ep en twee albums op.
In 2007 begon hij de band House Of Broken Promises.
Seay is verder gitaartechnicus voor bands als Slipknot en Five Finger Death Punch.

## Discografie

### MetUnida
| Jaar | Titel                          | Opmerkingen |
| ---- | ------------------------------ | ----------- |
| 1999 | "The Best of Wayne-Gro"        | Gitaar      |
| 1999 | "Coping with the Urban Coyote" | Gitaar      |
| 2001 | "The Great Divide"             | Gitaar      |

### MetHouse Of Broken Promises
| Jaar | Titel                                 | Opmerkingen                              |
| ---- | ------------------------------------- | ---------------------------------------- |
| 2007 | "Death in Pretty Wrapping"            | Gitaar, Zang                             |
| 2007 | "House of Broken Promises / Duster69" | Gitaar, Zang, Mixing, Producer, Engineer |
| 2010 | "Using The Useless"                   | Gitaar, Zang, Mixing, Producer, Engineer |